# Paranemastoma amuelleri
Paranemastoma amuelleri is een hooiwagen uit de familie aardhooiwagens (Nemastomatidae). De originele naamcombinatie (protoniem) was Nemastoma amulleri Roewer, 1951. Een volgende naamrecombinatie werd gepubliceerd als Paranemastoma amuelleri (Roewer, 1951) in Schönhofer 2013.